# Похороненная страна
«Похороненная страна» (англ. Buried land, босн. Zatrpana Zemlja) — фильм 2010 года совместного производства США, Боснии и Герцеговины и Великобритании. В России впервые был показан в июне 2010 года в рамках программы «Перспективы» XXXII Московского международного кинофестиваля.
Главную роль в фильме сыграл боснийский актёр Эмир Капетанович (босн. Emir Z. Kapetanovic). Все остальные роли сыграны непрофессиональными артистами.
Рейтинг фильма на IMDb по состоянию на 30 января 2023 года составляет 4,6.

## Сюжет
В конце 1990-х годов была выдвинута псевдонаучная теория о том, что горы пирамидальной формы в окрестностях боснийского города Високо на самом деле являются самыми древними в мире пирамидами. Большинство учёных относится к этой теории скептически, но это не мешает жителям Боснии и Герцеговины относиться к своим пирамидам с любовью и надеждой, а туристам со всего мира приезжать в Високо, чтобы воочию увидеть Пирамиду Луны, Пирамиду Солнца и Пирамиду Любви, а также накупить в местных лавках сувениров — миниатюрных пирамид.
2009 год. Американская съёмочная группа прибывает в Високо, чтобы снять документальный фильм о жителях города и их отношении к пирамидам. Один из режиссёров фильма, Эмир, — выходец из Боснии, который ещё в детстве уехал за границу…
Любовная линия фильма — ухаживание Эмира за Авдией, работающей в местном туристическом агентстве экскурсоводом на пеших маршрутах по склонам «пирамид».
Фильм показывает, сколь сильно любое человеческое общество стремится найти объединительную идею. В условиях отсутствия объективно ценных объединительных идей в качестве таковых используются те, что лежат на поверхности и выглядят привлекательно, даже если они антинаучны и внутренне противоречивы.
В фильме снимался единственный профессиональный актер — Эмир Капетанович. Роль главного режиссёра того документального фильма, который снимают персонажи фильма, сыграл второй режиссёр картины, Джеффри Роудс. Все остальные действующие лица картины — местные жители, многие из которых играют самих себя (таков колоритный таксист по прозвищу Зомби, который работает семь дней в неделю, при этом нередко совершенно бесплатно). Главную героиню фильма играет Авдия Бухич — девушка, в период съёмки фильма на самом деле работавшая в местном туристическом агентстве.

## В ролях
- Эмир З. Капетанович
- Джеффри Алан Роудс
- Авдия Бухич
- Амир Суша
- Горан Цакич
- Семир Османагич